# Ministério da Educação (Rússia)
| Ministério da Educação da Rússia Министерство просвещения Российской Федерации |                    |
| Tverskaya Street 11, Moscou                                                    |                    |
| Criação                                                                        | 17 de maio de 2018 |
|                                                                                |                    |
| Atual ministro                                                                 | Sergey Kravtsov    |

O Ministério da Educação da Federação Russa (em russo:  Министерство просвещения Российской Федерации) é um ministério do Governo da Rússia responsável pela educação.
O Ministério da Educação supervisiona a educação escolar e a acreditação das escolas, o estabelecimento, manutenção e encerramento de escolas estatais, e controla os currículos nelas ministrados. Ele fornece as diretrizes procedimentais para as comunicações interpessoais entre escolas, pais, responsáveis legais e estudantes, especialmente em casos de circunstâncias inesperadas ou excepcionais, como o fechamento de escolas ou má conduta de funcionários escolares. O ministério também governa instituições de educação profissional e vocacional. Sua sede está localizada no Distrito de Tverskoy, no Distrito Administrativo Central de Moscou.
O Ministério da Educação foi estabelecido em 17 de maio de 2018, após o Ministério da Educação e Ciência ter sido dividido em duas partes, com os departamentos de universidades e instituições científicas formando o Ministério da Ciência e Ensino Superior. Sua primeira ministra foi Olga Vasilieva, que também foi ministra do ministério anterior.

## História
Na segunda metade dos anos 2010, surgiu periodicamente a ideia de dividir o Ministério da Educação e Ciência da Rússia em dois órgãos: um responsável pela educação e formação e outro pela ciência.
Após longas discussões, em 15 de maio de 2018, o Ministério da Educação e Ciência russo foi desfeito - resultando em dois ministérios separados: o Ministério da Educação da Federação Russa e o Ministério da Ciência e Ensino Superior da Federação Russa. O Rosobrnadzor (Serviço Federal de Supervisão da Educação e Ciência) e a Rosmolodyozh (Agência Federal de Juventude) foram transferidos para a administração do Governo da Federação Russa. O nome abreviado "Minobrnauki Rússia" não saiu de uso e foi transferido para o Ministério da Ciência e Ensino Superior.
Assim, pela primeira vez na história pós-soviética, foi estabelecido um ministério com o nome "Ministério da Educação da Federação Russa". A ministra designada para o cargo foi Olga Yuryevna Vasilyeva, que anteriormente chefiava o Ministério da Educação e Ciência da Rússia. De acordo com o Primeiro-Ministro da Federação Russa, Dmitry Medvedev, a proposta de dividir o ministério em dois visava "otimizar o sistema existente de órgãos de poder" e "concentrar melhor nossas capacidades no desenvolvimento de um sistema de educação e de um sistema científico separadamente". O presidente do Conselho Científico Supremo, ex-ministro da Educação da Rússia, Vladimir Filippov, apoiou a separação do "ministério escolar" do "universitário" e "científico", pois "no grande ministério, as escolas se sentiam em terceiro plano. A maior atenção era dada aos acadêmicos, pessoas respeitáveis, depois aos reitores, e só depois resolviam os problemas dos diretores das escolas. Isso não estava correto".
Em 15 de janeiro de 2020, devido à renúncia do Governo da Federação Russa, Olga Vasilyeva deixou o cargo de ministra. Ela atuou como ministra da educação até 21 de janeiro de 2020, quando um novo governo foi formado. Sergey Sergeyevich Kravtsov foi nomeado Ministro da Educação da Federação Russa, ele anteriormente ocupava o cargo de chefe do Rosobrnadzor.

## Ministros da Educação
- Olga Vasilieva (18 de maio de 2018 – 21 de janeiro de 2020)
- Sergey Kravtsov (21 de janeiro de 2020 – presente)